# Otllak
Otllak är en kommundel och en tidigare kommun i Beratprefekturen, centrala Albanien. Vid kommunreformen 2015 blev den en del av kommunen Berat. Den hade en befolkningen på 9.218 personer vid folkräkningen 2011. 